# نينا خوسو
نينا خوسو (بالرومانية: Nina Josu)‏ (من مواليد 17 فبراير 1953 في إيغانسا) هي كاتبة وناشطة من مولدافيا شغلت منصب رئيسة جمعية الأدب والثقافة الرومانية «أسترا» - «أونيسيفور غيبو».

## سيرتها الذاتية
تخرجت نينا خوسو من معهد ماكسيم غوركي للأدب في عام 1976. حصلت نينا على عضوية اتحاد الكتاب المولدوفي. تعمل نينا أيضًا في مجال الأدب والفن.
تشغل نينا خوسو منصب رئيسة جمعية الأدب والثقافة الرومانية «أسترا» - «أونيسيفور غيبو» والتي تعني باللغة الرومانية: رابطة الأدب والثقافة الرومانية «أسترا» - «غيبو» في كيشيناو (أُعيد تنشيطها في 17 نوفمبرعام 1994). تتزعم نينا أيضًا المنتدى الديمقراطي للرومانيين في مولدوفا.
ترجمت قصائد نينا إلى عدة لغات: الإيطالية والفرنسية والليتوانية والتشيكية والبلغارية والروسية والأوكرانية. كما نُشرت مقالات لها في العديد من المجلات الأدبية في مولدوفا ورومانيا.
حصلت نينا خوسو على وسام «غلوريا مونكي»، مع جائزة «إيانكو فلندور» للمجلس الوطني الروماني (عام 1992) وجائزة «ديمتري بولينتينيو» (عام 1994). وفي عام 2017، تم تكريمها بالميدالية السنوية السبعين للـ ASM.

## أعمالها
- السيدات، 1975، مقدمة من ب.بوتو.
- الأبيض، 1980.
- الشرط الكلي، 1986.
- دورول، 1991

## روابط خارجية
- Convorbiri Literare, NINA JOSU SI VIZIONARISMUL SERAFIC
- Literatura şi Arta, IDEAL – voce poetică a destinului românesc
- Autorul fotografiilor: Nicolae Răileanu.